# Thomas Arnold
 Der er flere personer med dette navn, se Thomas Arnold (flertydig).
Thomas Arnold (født 13. juni 1795, død 12. juni 1842) var en engelsk skolemand, far til Matthew Arnold.
Arnold skabte som rektor for Rugby School (1828-1841) et ideal for den engelske skoleundervisning. Anvendelsen af præfekt-systemet og understregningen af det personlige ansvar på et kristent grundlag var en velegnet basis i uddannelsen af de drenge, der skulle tjene fædrelandet i imperietiden.